# Lasiopleura fulvitarsis
Lasiopleura fulvitarsis är en tvåvingeart som först beskrevs av Walker 1860.  Lasiopleura fulvitarsis ingår i släktet Lasiopleura och familjen fritflugor. Inga underarter finns listade i Catalogue of Life.